# Esencia (The X-Files)
«Essence» es el vigésimo y penúltimo episodio de la octava temporada y el episodio 181 en general de la serie de televisión de ciencia ficción The X-Files. El episodio se emitió por primera vez en los Estados Unidos el 13 de mayo de 2001, en Fox. Fue escrito por el productor ejecutivo Chris Carter y dirigido por Kim Manners. «Essence» obtuvo una calificación Nielsen de 7,7 y fue visto por 12,8 millones de espectadores. El episodio recibió críticas en gran medida positivas de los críticos.
El programa se centra en los agentes especiales del FBI John Doggett (Robert Patrick) y Dana Scully (Gillian Anderson), así como en el exagente del FBI Fox Mulder (David Duchovny), quienes trabajan en casos relacionados con lo paranormal, llamados expedientes X. En este episodio, Mulder, Walter Skinner (Mitch Pileggi) y Doggett se enfrentan a las horribles consecuencias del pacto del Sindicato con los extraterrestres, mientras Billy Miles (Zachary Ansley), ahora reprogramado como supersoldado, intenta borrar todas las pruebas de los experimentos, incluido el bebé que pronto nacerá de Scully. Al escuchar información de Alex Krycek (Nicholas Lea), los hombres lo llaman a regañadientes y a Monica Reyes (Annabeth Gish) para que los ayuden.
«Essence» es un hito en la historia de la serie. Fue uno de los últimos episodios de la octava temporada, comenzando con «Per Manum», que introdujo el arco narrativo sobre los supersoldados, que continuaría a lo largo de la novena temporada. La entrada fue la primera parte de dos y concluyó con el final de temporada «Existence». Además, Nicholas Lea repite su papel de Alex Krycek, quien cambia temporalmente de bando y ayuda a Mulder y Scully.

## Argumento
Mientras se prepara para el baby shower de Dana Scully (Gillian Anderson), su madre Margaret (Sheila Larken) invita a una mujer llamada Lizzy Gill para ayudar a Scully en su apartamento. Sin el conocimiento de Scully, Gill manipula su medicamento para el embarazo. Mientras tanto, Billy Miles (Zachary Aynsley), satisfecho con la investigación realizada en Zeus Genetics, mata al científico jefe, el Dr. Lev, y quema el laboratorio. Se destruye toda la evidencia en Zeus Genetics, incluido el feto híbrido viable. Fox Mulder (David Duchovny) informa a John Doggett (Robert Patrick) del incendio, y pide ir a inspeccionar la escena del crimen. Mulder revela que Lev está relacionado con el ex obstetra de Scully, el Dr. Parenti. Mientras buscan en la oficina de Parenti, los agentes encuentran otra sala de almacenamiento que contiene fetos híbridos. Se enfrentan a Parenti, que lo niega todo.
De vuelta en el departamento de Scully, Gill se va por el día. Se sube a un automóvil conducido por Duffy Haskell y le dice que cree que Scully confía en ella. En el laboratorio, el agente Crane se burla de Doggett por tratar con Mulder. Mulder y Doggett regresan a la oficina de Parenti, tiempo durante el cual aparece Miles y decapita a Parenti. Cuando ingresan a la oficina de Parenti, se enfrentan a Miles: Mulder es arrojado a través de una barrera de vidrio mientras Doggett le dispara varias veces sin efecto aparente. Mientras Mulder y Doggett están distraídos, Miles escapa. Los dos van a la casa de Scully para reagruparse. Gill escucha y se pone en contacto con Haskell, que se encuentra en una instalación ilegal de clonación humana. En el otro extremo, Haskell también es decapitado por Miles.
Mientras Doggett, Mulder y Walter Skinner (Mitch Pileggi) examinan la escena del crimen de Haskell, Scully descubre a Gill manipulando su medicación. Más tarde, Gill confiesa que ella, junto con Haskell y otros, han estado monitoreando el embarazo de Scully como parte de los planes de los colonizadores extraterrestres. Sin embargo, les dice a los agentes que el bebé de Scully es un niño humano perfecto sin debilidades humanas. Mulder, temiendo por la seguridad de Scully, se prepara para llevársela. Doggett y Crane reciben una llamada de Miles que afirma rendirse, pero esto resulta ser una distracción. Miles, en cambio, va tras Scully, justo cuando ella y Mulder escapan. Cuando Miles está a punto de atrapar a Mulder y Scully, Alex Krycek (Nicholas Lea) lo atropella y los lleva con Doggett y Skinner, justo antes de que Miles se levante.
Krycek afirma que Miles es uno de un nuevo tipo de extraterrestres que están tratando de acabar con la capacidad de la humanidad para sobrevivir a la invasión, incluido el bebé de Scully, que Krycek afirma que es un niño especial que los extraterrestres temen. Mulder le dice a Doggett que envíe por ayuda. Monica Reyes (Annabeth Gish) llega cuando Miles aparece en el edificio J. Edgar Hoover. Scully puede escabullirse del edificio con la ayuda de Krycek, Doggett y Reyes. Mulder y Skinner, mientras tanto, llevan a Miles al techo, donde Mulder lo empuja hacia un camión de basura que espera, que luego lo compacta. Scully y Reyes se alejan. El episodio termina con Crane apuntándolos a un lugar seguro, luego se da la vuelta y revela a la cámara que es un supersoldado.

## Producción
«Essence» fue escrito por el creador de la serie Chris Carter. El episodio, que fue la primera parte de dos y concluyó con el final de temporada «Existence», fue escrito durante un momento de incertidumbre para la serie. Cerca del final de la octava temporada, no estaba claro si el programa continuaría o no en una novena temporada. Carter había sostenido durante algún tiempo que no continuaría el programa sin el actor principal David Duchovny. Sin embargo, Duchovny anunció que después del final de la octava temporada, dejaría el programa para siempre. Además, el contrato de la actriz principal Gillian Anderson también expiró al final de la octava temporada. Anderson había expresado su creciente desinterés en la serie desde el comienzo de la octava temporada, diciendo: «Para mucha gente, si no le gusta su trabajo, puede renunciar, no necesariamente tengo esa opción». Anderson citó el hecho de que «ocho años es mucho tiempo» como un factor contribuyente a su indiferencia. Sin embargo, Carter pronto cambió su posición y anunció que permanecería en el programa y continuaría solo si Anderson aceptaba hacer otra temporada. Finalmente, Fox le ofreció a Anderson un incentivo «generoso» para quedarse, lo que resultó en la retención de Carter y Anderson y una última temporada del programa.
El episodio marca el regreso de Nicholas Lea como Alex Krycek. En episodios anteriores, Krycek fue uno de los principales antagonistas de la serie. Sin embargo, en «Essence», cambia temporalmente de bando. Como tal, el actor que interpreta a Krycek explica la motivación del personaje: «Hacia el final, se da cuenta de que es posible que el mundo se derrumbe por completo, entonces tiene un interés en tratar de evitar que eso suceda. Ahí es cuando comienza a dar la información a Mulder para que pueda usarla».

## Recepción

### Audiencia
«Essence» se emitió por primera vez en Fox el 13 de mayo de 2001. El episodio obtuvo una calificación Nielsen de 7,7, lo que significa que fue visto por el 7,7% de los hogares estimados de la nación. El episodio fue visto por 7,87 millones de hogares, y 12,8 millones de espectadores. El episodio se clasificó como el episodio 41 más visto durante la semana que finalizó el 8 de abril. Fox promocionó el episodio con un póster que parodiaba la película de terror de 1968 Rosemary's Baby. El lema del episodio era «Ha nacido el bebé de Scully». El episodio más tarde se incluyó en The X-Files Mythology, Volume 4 - Super Soldiers, una colección de DVD que contiene entregas relacionadas con la saga de los supersoldados extraterrestres.

### Reseñas
«Essence» recibió críticas en su mayoría positivas de los críticos. Zack Handlen de The A.V. Club otorgó al episodio una «B+», y señaló que, si bien gran parte del episodio fue «borroso», fue emocionante. Handlen elogió el «tremendo sentido de propósito de la entrega [que] se convierte en un punto álgido que hace que las preguntas sobre quién exactamente quiere qué sean en gran medida irrelevantes». Si bien ofreció una opinión pesimista con respecto a la mitología de la serie en su conjunto, Handlen concluyó que el sentido de propósito de la octava temporada, como se ejemplifica en «Essence», hizo que el episodio fuera un éxito. George Avalos y Michael Liedtke de Contra Costa Times elogiaron el episodio y escribieron «¿dónde han estado los episodios ingeniosos como [“Essence”] en los últimos dos años?» Tom Kessenich, en su libro Examinations, le dio al episodio una crítica muy positiva. Al elogiar la historia, señaló que «gracias a “Essence”, me he vuelto creyente nuevamente». Gareth Wigmore de TV Zone fue positivo tanto con «Essence» como con «Existence». Wigmore le dio a los episodios una calificación de 9 sobre 10 y escribió «la razón por la que esta obra de dos partes funciona es que su trama es lo suficientemente simple como para que la audiencia todavía la pueda controlar». Jessica Morgan de Television Without Pity otorgó al episodio una B+.
Sin embargo, no todas las críticas fueron tan positivas. Robert Shearman y Lars Pearson, en su libro Wanting to Believe: A Critical Guide to The X-Files, Millennium & The Lone Gunmen, le dieron al episodio una crítica más mixta y le otorgaron dos estrellas de cinco. Los dos citaron un diálogo denso y una caracterización extraña, sobre todo el hecho de que «generalmente hay un agente del FBI tan enojado que interrumpe [...] solo para ser detenido por una contraparte más tranquila», como detractores. Shearman y Pearson, sin embargo, elogiaron los diez minutos finales y señalaron que el acto final fue «tan bueno [...] que casi compensa el episodio que, lamentablemente, vuelve al estilo de la exposición tradicional de la mitología». Paula Vitaris de Cinefantastique le dio al episodio una crítica feroz y no le otorgó ninguna estrella de cuatro. Ella se burló mucho de la trama y señaló que el episodio convirtió a Scully en una «Virgen María pasiva, en su mayoría silenciosa, que está a punto de dar a luz a... ¡Jesucristo!». Concluyó que el episodio «elevó la [misoginia] a un nivel completamente nuevo».